# 小行星3265
小行星3265（3265 Fletcher）是一颗绕太阳运转的小行星，为主小行星带小行星。该小行星于1953年11月9日发现。
該小行星以英國海員弗萊切·克里斯蒂安命名。

## 轨道参数
小行星3265的轨道半长轴为2.4102760 UA，离心率为0.143。